# La vie en rose (cançó)

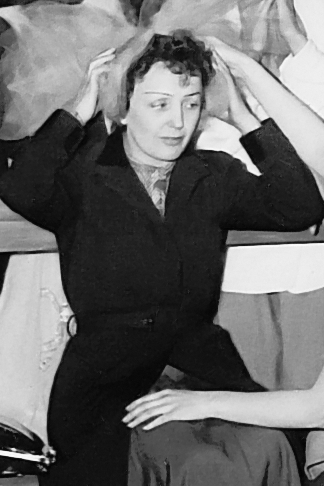
Fotografia d'Edith Piaf, lletrista i intèrpret de la cançó.

La vie en rose (en català: La vida en rosa) és una cançó de l'any 1945, amb lletra d'Edith Piaf i música de Louis Guglielmi i Marguerite Monnot. Tot i que Piaf va ser autora de la lletra, va ser la seva amiga Marianne Michel qui la va cantar abans que ella l'enregistrés l'any 1947.

## Lletra
La vie en rose
Des yeux qui font baisser les miens

Un rire qui se perd sur sa bouche

Voilà le portrait sans retouche

De l'homme auquel j'appartiens

{Refrain:}

Quand il me prend dans ses bras,

Il me parle tout bas

Je vois la vie en rose,

Il me dit des mots d'amour

Des mots de tous les jours,

Et ça m'fait quelque chose

Il est entré dans mon coeur,

Une part de bonheur

Dont je connais la cause,

C'est lui pour moi,

Moi pour lui dans la vie

Il me l'a dit, l'a juré

Pour la vie

Et dès que je l'aperçois

Alors je sens en moi

Mon coeur qui bat

Des nuits d'amour à plus finir

Un grand bonheur qui prend sa place

Des ennuis, des chagrins s'effacent

Heureux, heureux à en mourir

Refrain

## Traducció
La vida en rosa
Uns ulls que fan abaixar els meus,

un riure que es perd en la seva boca:

aquí teniu el retrat sense retoc

de l'home a qui pertanyo.

Quan m'agafa entre els seus braços

i em parla xiuxiuejant

jo veig la vida en rosa.

Em diu paraules d'amor,

les paraules de tots els dies

i això em provoca alguna cosa.

Ell ha posat en el meu cor,

una part de felicitat

de la qual conec la causa,

és ell per mi,

jo per ell en la vida.

Ell m'ho ha dit, m'ho ha jurat 

de per vida.

I des que el veig venir

sento llavors en mi

el meu cor que batega.

Les nits d'amor sense acabar.

Una gran felicitat que ocupa el seu lloc,

els problemes i les tristeses s'esborren

feliç, feliç fins a morir.

## Versions
- Louis Armstrong (també és un clàssic).
- Marlene Dietrich.
- Bola de Nieve.
- Cyndi Lauper.
- Émilie Simon.
- Plácido Domingo.
- Dalida.
- Mireille Mathieu.
- Michèle Torr.
- Yves Montand.
- Grace Jones i Donna Summer (versions disco).
- Africando, grup de salsa africà.
- Patricia Kaas.
- Ute Lemper.
- Diana Krall.
- Tony Glausi (versió instrumental de l'àlbum My Favorite Tunes, 2020).
- Thalía.
- Trio Esperanza.
- Lisa Ono (àlbum "Dans mon île", 2003).
- Danny Chan (Hong Kong).
- Diane Dufresne.
- KT Tunstall.
- Joyeux de Cocotier.
- Tikay feat. Shake.
- Pablo Alborán.
- Lady Gaga.